# Miłosz Bernatajtys
Miłosz Bernatajtys, né le 30 mai 1982 à Słupsk, est un rameur polonais.

## Palmarès

### Jeux olympiques
- Médaille d'argent en quatre sans barreur poids léger à Pékin (2008)

### Championnats du monde d'aviron
- 6e en quatre sans barreur poids léger aux Championnats du monde d'aviron 2005 à Gifu
- 8e en quatre sans barreur poids léger aux Championnats du monde d'aviron 2006 à Eton
- 8e en quatre sans barreur poids léger aux Championnats du monde d'aviron 2007 à Munich
- Médaille de bronze en quatre sans barreur poids léger aux Championnats du monde d'aviron 2009 à Poznań